# Friedrich Müller (Politiker, 1889)
Friedrich Müller (* 21. März 1889 in Wiesbaden; † 11. September 1975 ebenda) war ein deutscher Jurist und Landrat.

## Leben
Friedrich Müller wurde als Sohn des Rechnungsrats Heinrich Müller (* 1857) und dessen Ehefrau Karoline Pritzer (* 1866) geboren und absolvierte nach dem Abitur am Gymnasium Wiesbaden im Jahre 1907 ein Studium der Rechtswissenschaften an den Universitäten in Bonn, Marburg und Heidelberg, wo er 1912 mit der Dissertation Rechtscharakter der Fürsorgepflicht des Dienstberechtigten nach § 618 des Bürgerlichen Gesetzbuches zum Dr. jur. promovierte. 
Seine erste juristische Staatsprüfung bestand der am 6. Juli 1910 in Kassel mit dem Ergebnis „gut“ und leistete das Referendariat beim Amtsgericht Eltville, Landgericht Wiesbaden und  beim Landratsamt Wiesbaden, wo er 1916 neben der Tätigkeit beim Amtsgericht Wiesbaden als Assessor eingesetzt war. 
Er engagierte sich politisch, wurde Mitglied der Deutschen Demokratischen Partei und wurde im April 1924 der Bezirksregierung Wiesbaden zugewiesen.
Nach seinem Wechsel zur Bezirksregierung Stade im April 1926 wurde er am 21. Dezember 1927 mit der Verwaltung des Landratsamtes Schlüchtern beauftragt und war dort vom 26. Juni 1928 bis März 1933 als Landrat tätig.
Nach der Machtübernahme durch die Nationalsozialisten wurde er in den einstweiligen Ruhestand versetzt und kam 1934 zur Bezirksregierung Aurich.
Zum 1. Oktober 1937 wurde er in den Ruhestand verabschiedet. 
1962 kandidierte er ohne Erfolg bei den Wahlen zum Hessischen Landtag (5. Legislaturperiode, Platz 23 der Landesliste der Deutschen Friedens-Union).
Später war Müller als Rechtsanwalt tätig. 